# Соболєва Євгенія Вікторівна
Євгенія Вікторівна Соболєва (нар. 26 серпня 1988 року) — російська ватерполістка, захисниця «КИНЕФ-Сургутнефтегаз» (Кириши) і збірної Росії.

## Кар'єра
Брала участь в Олімпіаді-2008 в Пекіні і Олімпіаді-2012 в Лондоні.
Майстер спорту міжнародного класу Росії.
Деякий час виступала під прізвищем Хохрякова, на чемпіонат Європи 2016 знову заявлена як Соболєва.

## Освіта
Закінчила Санкт-Петербурзький державний інженерно-економічний університет.

## Нагороди
- Медаль ордена «За заслуги перед Вітчизною» II ступеня (25 серпня 2016 року) — за високі спортивні досягнення на Іграх XXXІ Олімпіади 2016 року в місті Ріо-де-Жанейро (Бразилія), проявлену волю до перемоги[3].